# Xysticus lassanus
Xysticus lassanus is een spinnensoort uit de familie van de krabspinnen (Thomisidae).
De wetenschappelijke naam van de soort werd in 1925 gepubliceerd door Ralph Vary Chamberlin.